# Leptosia
Leptosia é um género de borboletas pieridae da tribo Anthocharini. Elas são encontradas na África, excepto a Leptosia nina, que vai desde a Índia à Austrália, e a Leptosia lignea, que é encontrada apenas em Sulawesi.

## Espécies
Listadas por ordem alfabética:
- Leptosia alcesta (Stoll, [1782])
- Leptosia bastini Hecq, 1997
- Leptosia hybrida Bernardi, 1952
- Leptosia lignea (Vollenhoven, 1865)
- Leptosia marginea (Mabille, 1890)
- Leptosia medusa (Cramer, [1777])
- Leptosia nina (Fabricius, 1793)
- Leptosia nupta (Butler, 1873)
- Leptosia wigginsi (Dixey, 1915)